# Prince du Chaos
Prince du Chaos (titre original : Prince of Chaos) est un roman de fantasy publié en 1991, le dernier du cycle des Princes d'Ambre de l'écrivain américain Roger Zelazny.

## Résumé
Merlin, fils de Corwin, l'un des neuf princes d'Ambre, et de Dara, fille des Cours du Chaos, découvre qu'il est l'aboutissement d'un programme génétique soigneusement élaboré par sa mère Dara et son frère Mandor sur les conseils (les ordres ?) du Logrus, être pensant du Chaos.
Il est destiné à devenir roi des Cours du Chaos, mais il refuse ceci, car il souhaite préserver l'équilibre immémorial entre les deux puissances antagonistes que sont la Marelle et le Logrus.
Aidé par la Roue spectrale, l'ordinateur qu'il a créé, et par la Marelle de Corwin, il souhaite éviter qu'une puissance l'emporte sur l'autre.
Il est aussi aidé par Luke, qui a abandonné sa vengeance, et finalement par Jurt, son frère.
Finalement, grâce à l'aide du spectre de son père, il délivre Corwin de sa prison dans les Cours du Chaos, il accepte de devenir roi du Chaos, mais à sa manière. 
Le roman s'achève alors que Corwin retourne à Ambre avertir Random des nouveaux prolongements...